# Olivier Sillig
Olivier Sillig, né le 18 mai 1951 à Lausanne, est un artiste peintre, cinéaste, psychologue et écrivain vaudois.

## Biographie
Olivier Sillig naît en 1951 à Lausanne.
Après avoir fréquenté l'école de Beaux-Arts à Londres, Sillig étudie la psychologie, avant de devenir, par la suite, programmeur analyste, peintre, scénariste, écrivain et réalisateur. Ses recherches récentes gravitent autour de sujets tels que la nature des relations humaines ou l'identité sexuelle,.
Après Bzjeurd, son premier roman paru en 1995 à l’Atalante, il commence une collaboration avec les éditions Encre fraîche qui aboutira dans la publication de plusieurs romans comme La Marche du Loup en 2004, Deux bons bougres en 2006 et Lyon, simple filature en 2008, ce dernier récompensé par le Prix Bibliomedia. Deux ans plus tard, Bernard Campiche soigne l'édition de La Cire perdue, qui reçoit le Prix Coups de cœur de Lettres frontière. Sillig écrit par la suite plusieurs romans et textes parus chez différents éditeurs. En 2017, il concourt au Prix du Roman des Romands avec Jiminy Cricket, paru aux Éditions L’Âge d’Homme en 2015.
Oliver Sillig habite à Lausanne. Il a deux enfants.

## Œuvre écrite

### Romans
- Bzjeurd, éditions de l'Atalante, 1995
- La Marche du loup, Encre fraîche, 2004[12]
- Je dis tue à tous ceux que j'aime, éd. H&O, 2005
- Deux bons bougres, éd. Encre fraîche, 2006
- Lyon, simple filature, éd. Encre fraîche, 2008[13]
- Cire perdue, Bernard Campiche éditeur, 2009[14]

- Skoda, éd. Buchet-Chastel, 2011[15],[16]
- La Nuit de la musique, éd. Encre fraîche, 2013
- Le Poids des corps, Éditions L’Âge d’Homme, 2014
- Jiminy Cricket, Éditions L’Âge d’Homme, 2015[17]
- Jambon dodu, Hélice Hélas Éditeur, 2016  (ISBN 978-2-940522-38-5)
- Gavroche 21.68, Hélice Hélas Éditeur, 2018
- Kazerm, Hélice Hélas Éditeur, 2021 (dans Les limbes de Bzjeurd)

### Chroniques
- Le Monde est ma ruelle, Éditions de l'Aire, 2019

### Nouvelles
- Baptistin, nouvelle

### Albums illustrés
- La dame de l'ascenseur, illustré par Fanny Dreyer, La Joie de Lire, 2014.

## Cinéma
- Nu comme un poisson dans l'eau, court métrage de Patrick Bürge, scénario, 1994
- Umbo et Samuel, court métrage, 1995
- Contrat:CURIACES, court métrage, 1996
- Samb et le Commissaire, court métrage, 1997
- Écritures, documentaire, 1999

## Expositions (sélection)
- 1984 Galerie Basta, Lausanne, exposition individuelle
- 1991 CHutopie, Yverdon, exposition collective
- 1999 Journaux Croqués, Lausanne, CHUV, exposition individuelle
- 2001 Humeur 00, Galerie HumuS, exposition collective

## Distinctions

### Littérature
- 1996 9e Festival du Premier Roman, Chambéry
- 2006 Bourse de Pro Helvetia[18]
- 2009 Prix Bibliomedia[7]
- 2010 Prix Coup de cœur Lettres frontière[19]

### Cinéma
- 1995/1996 Primes fédérales
- 1995 1er Prix du Jury et Licorne d'or, Film festival, Bludenz
- 1995 Prix du meilleur scénario, Festival International de Ste-Thérèse / Ste-Adèle, Canada
- 1995 Mention Spéciale du jury du Prix Tolérance, Vues d'Afrique, Montréal
- 1995 Mention Spéciale du jury, Festival International du Film de Comédie, Vevey
- 1997 Prix du jury professionnel, Ville de Stains, 9e Festival du court métrage pour jeune public
- 1998 48th Berlin International Film Festival, Jury international du 21th Children's Film-Fest, mention spéciale[20]